# Astelia tovii
Astelia tovii är en enhjärtbladig växtart som beskrevs av Forest Buffen Harkness Brown. Astelia tovii ingår i släktet Astelia och familjen Asteliaceae.
Artens utbredningsområde är Marquesasöarna. Inga underarter finns listade i Catalogue of Life.